# Jeg, Claudius
Jeg, Claudius er en historisk roman af den engelske forfatter Robert Graves, udgivet i 1934. Den er skrevet som en selvbiografi af den romerske kejser Claudius og fortæller historien om det Julio-claudiske dynasti og de første år af Romerriget, fra mordet på Julius Cæsar i 44 f.Kr. til mordet på Caligula i 41 e.Kr. Selvom fortællingen stort set er fiktion, er de fleste af de begivenheder i bogen hentet fra historiske beretninger fra samme tidsperiode, som blev skrevet af de romerske historikere Sveton og Tacitus.
"Selvbiografien" fik allerede året efter fortsættelsen Claudius og Messalina (orig. Claudius the God), som dækker perioden fra Claudius' tronbestigelse til hans død i 54 e.Kr. Efterfølgeren inkluderer også et afsnit skrevet som en biografi om Herodes Agrippa, som var samtidig med Claudius og kongen af Judæa (romersk provins). Begge bøger blev i 1976 dramatiseret af BBC i den prisvindende tv-serie Jeg, Claudius.
Graves fortalte i et interview i 1965 med Malcolm Muggeridge, at han skrev Jeg, Claudius, hovedsagelig fordi han havde brug for pengene til at betale en gæld, efter at han var blevet svigtet i en jordhandel. Han havde brug for at skaffe 4.000 pund (svarende til mere end en kvart million pund i 2023), men takket være bøgernes succes tjente han 8.000 pund på seks måneder, hvorved han slap fri fra sin usikre økonomiske stilling.
I 1998 rangerede Modern Library Jeg, Claudius som nummer fjorten på sin liste over de 100 bedste engelsksprogede romaner i det 20. århundrede. I 2005 blev romanen valgt af Time som en af de 100 bedste engelsksprogede romaner fra 1923 til i dag.